# Bernard Richards Manufacture
Bernard Richards Manufacture (B.R.M), fundada en 2003 por Bernard Richards, es una marca francesa de relojería de lujo.

## Historia

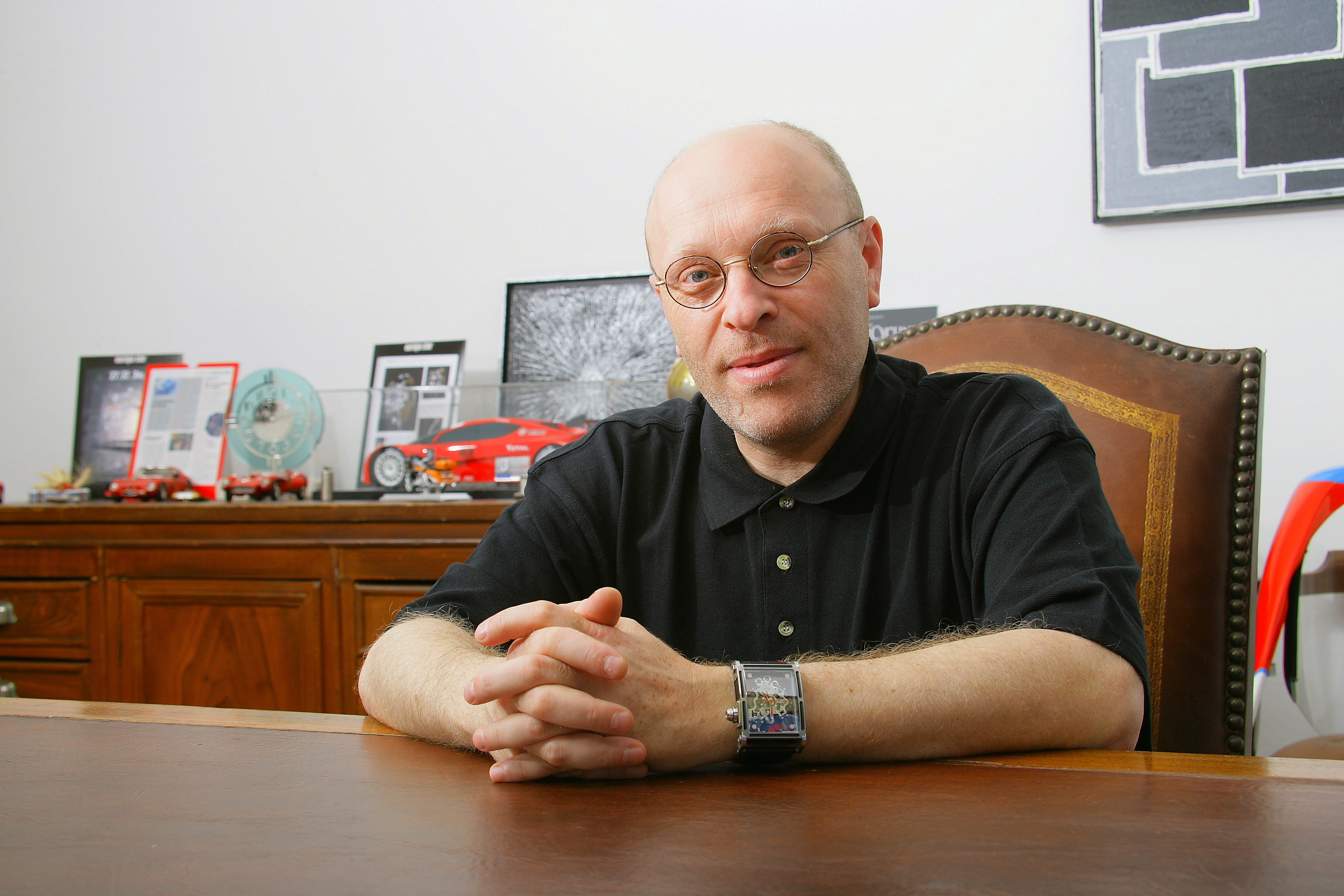
Bernard Richards, fundador de la empresa

Bernard Richards, nacido en París en 1958, se incorporó a la Escuela de Relojería de París en 1974, de donde pasó a la Escuela de Micromecánica de París en 1976 y luego, en 1978, se incorporó al Instituto Nacional de Gemología de París.
Ocho años más tarde, fundó la empresa Bernard Richards, especializada en el mecanizado de componentes para la industria del lujo, y luego lanzó BRM (Bernard Richards Manufacture) en 2003.
En 2005, la fábrica se amplió y se trasladó a Vexin, su sede actual.
B.R.M es una marca francesa de relojería de lujo. Ofrece modelos configurables con un diseño inspirado en los deportes del motor. BRM se asoció con DS Automobiles en 2016, para el reloj usado por el prototipo de automóvil DS E-Tense, con el modelo Record TB, que utiliza el color verde del concepto eléctrico.